# Sindaci di Lubiana

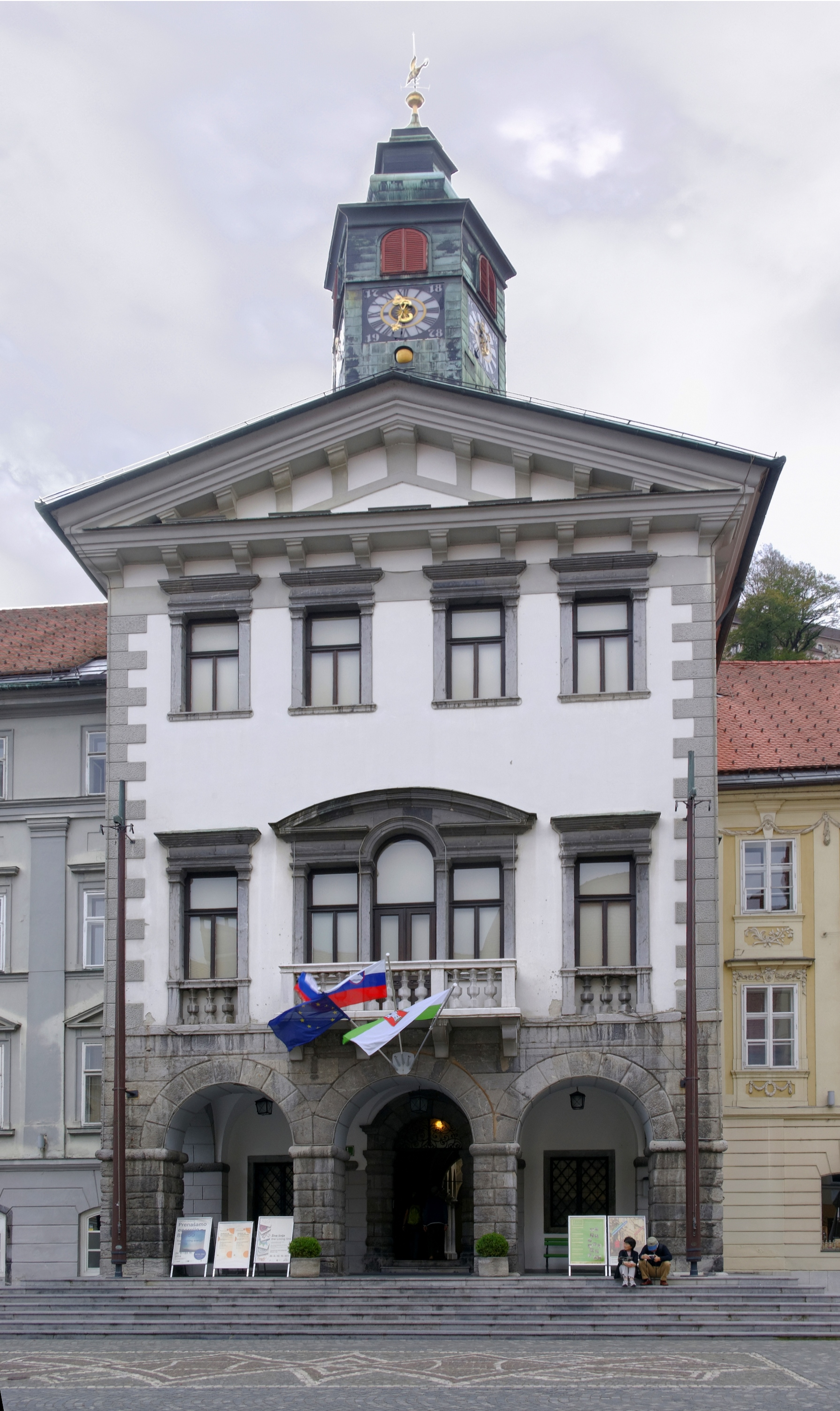
Il municipio di Lubiana, sede dell'ufficio del sindaco

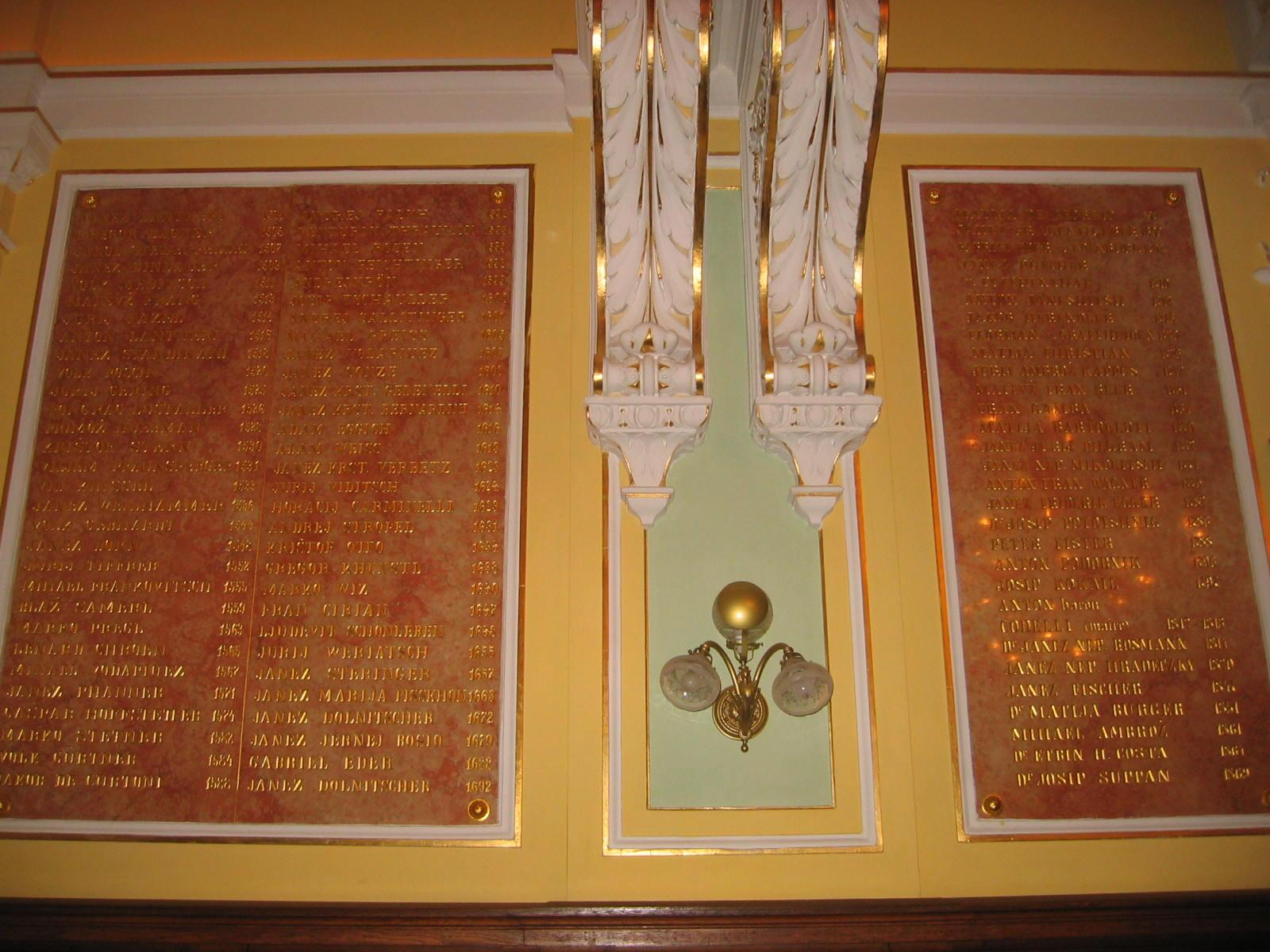
Cronologia dei sindaci nel palazzo del Comune

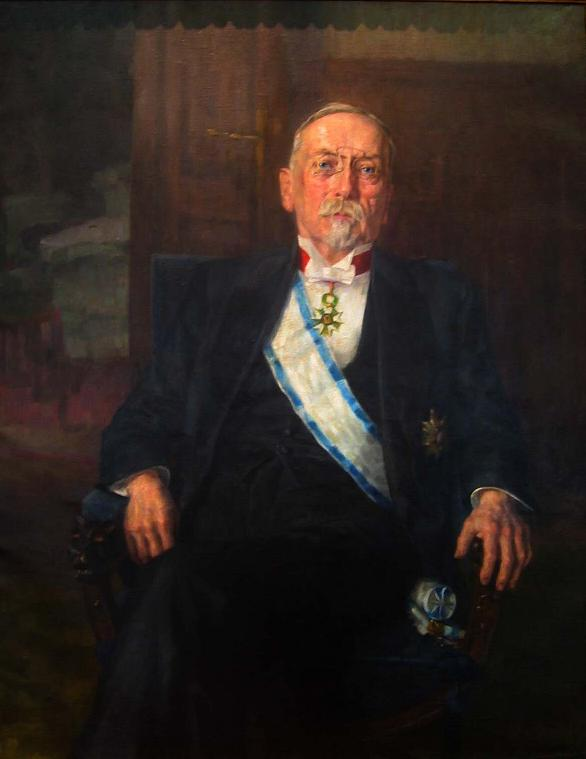
Ivan Hribar, uno dei più importanti sindaci di Lubiana, dipinto di Ivana Kobilca (circa 1920-1926), Museo della città di Lubiana

Di seguito l'elenco dei sindaci di Lubiana. 
Nella lista qui presente sono stati inseriti tutti i sindaci dal 1504, ovvero quando la città ha ricevuto i privilegi per poter eleggere un sindaco. L'ufficio del sindaco si trova presso il municipio.

## 1500-1600
- Janez Lantheri (1504)
- Gregor Lagner (1505)
- Lenart Praunsperger (1506)
- Jakob Stettenfelder (1507)
- Janez Lindauer (1509)
- Volk Meditsch (1511)
- Matevž Frang (1513)
- Jurij Tazel (1514)
- Anton Lantheri (1516)
- Janez Standinath (1518)
- Volk Posch (1520)
- Jurij Gering (1524)
- Pongrac Lustaller (1526)
- Primož Huebman (1528)
- Peter Reicher (1529)
- Krištof Stern (1530)
- Viljem Praunsperger (1531)
- Vid Khissel (1533)
- Janez Weilhammer (1536)
- Volk Gebhardt (1544)
- Janez Dorn (1548)
- Jurij Tiffrer (1552)
- Mihael Frankovitsch (1555)
- Blaž Samerl (1559)
- Marko Pregl (1563)
- Lenard Chroen (1565)
- Mihael Vodapiuez (1567)
- Janez Phanner (1571)
- Gaspar Hoffstetter (1574)
- Marko Stetner (1582)
- Volk Guertner (1584)
- Jakob De Curtoni (1588)
- Andrej Falkh (1592)
- Venturin Thrauison (1593)
- Mihael Rosen (1595)
- Anton Feichtinger (1598)
- Andrej Kroen (1599)
- Josip Tschauller (1600)

## 1600-1700
- Andrej Sallitinger (1601)
- Mihael Preiss (1605)
- Janez Vodapiuez (1607)
- Janez Sonze (1608)
- Janez Krstnik Gedenelli (1610)
- Adam Eggich (1616)
- Adam Weiss (1619)
- Janez Krstnik Verbetz (1623)
- Jurij Viditsch (1624)
- Horacij Carminelli (1629)
- Andrej Stropel (1631)
- Kristof Otto (1634)
- Gregor Khunstl (1638)
- Marko Wiz (1640)
- Fran Cirian (1647)
- Ljudevit Schonleben (1648)
- Jurij Wertatsch (1650)
- Janez Steringer (1657)
- Janez Maria Pisckhon (1663)
- Janez Krstnik Dolnitscher (1672)
- Janez Jernej Bosio (1679)
- Gabriel Eder (1688)
- Janez Dolnitscher (1692)
- Matija Di Georgio (1697)
- Janez Graffenhueber (1699)

## 1700-1800
- Gabriel Eder (1702)
- Janez Kristof Pucher pl. Puechenthall (1710)
- Anton Janeshitsh (1712)
- Jakob Herendler (1716)
- Florijan von Grafflieiden (1720)
- Matija Christian (1726)
- Anton Raab (1738)
- Jurij Ambrož Kappus (1742)
- Matevž Fran Beer (1751)
- Fran Gamba (1764)
- Janez Mihael Kuk (1766)
- Matija Bertolloti (1770)
- Janez Jurij Pilgram (1772)
- Janez Nepomuk Mikolitsch (1774)
- Anton Fran Wagner (1775)
- Janez Friderik Egger (1782)
- Josip Pototschnig (1786)
- Peter Fister (1788)
- Anton Podobnik (1796)
- Josip Kokail (1797)

## 1800-1900
- Anton Codelli (1812)
- Janez Nepomuk Rosmann (1814)
- Janez Nepomuk Hradeczky (1820)
- Janez Fischer (1847)
- Matija Burger (1851)
- Mihael Ambrož (1861)
- Etbin Henrik Costa (1864)
- Josip Suppan (1869)
- Karel Dežman (Karl Deschmann) (1871)
- Anton Laschan (1874)
- Peter Grasselli (1882)
- Ivan Hribar (1896–1910)

## 1900-2000
- Ivan Tavčar (1911–1921)
- Ljudevit Perič (1921–1928)
- Dinko Puc (1928–1935)
- Vladimir Ravnihar (1935)
- Juro Adlešič (1935–1942)
- Leon Rupnik (1942–1945)
- Pavel Lunaček (1945)
- Fran Albreht (1945–1948)
- Matija Maležič (1948–1951)
- Jaka Avšič (1951–1953)
- Heli Modic (1953–1954)
- Marijan Dermastja (1954–1960)
- Marjan Jenko (1960–1961)
- Marjan Tepina (1961–1967)
- Miha Košak (1967–1973)
- Tone Kovič (1973–1978)
- Marjan Rožič (1978–1982)
- Tina Tomlje (1982–1986)
- Nuša Kerševan (1986–1990)
- Jože Strgar (1990–1994)
- Dimitrij Rupel (1994–1998)
- Vika Potočnik (1998–2002)

## 2000-
- Danica Simšič (2002–2006)
- Zoran Janković (17 novembre 2006 – 21 dicembre 2011)
- Aleš Čerin (22 dicembre 2011 – 11 aprile 2012)
- Zoran Janković (11 aprile 2012 - in carica)